# ميخائيل ماكغري
ميخائيل ماكغري (بالإنجليزية: Michael McGarry) هو لاعب كرة قدم نيوزيلندي في مركز الوسط، ولد في 17 مايو 1965 في موسجيل ‏ في نيوزيلندا. شارك مع منتخب نيوزيلندا لكرة القدم. أما مع النوادي، فقد لعب مع نادي سيدني أوليمبيك.

## وصلات خارجية
- ميخائيل ماكغري على موقع الاتحاد الدولي (مؤرشف)  (الإنجليزية)
- ميخائيل ماكغري على موقع قاعدة بيانات كرة القدم.إي يو (الإنجليزية)
- ميخائيل ماكغري على موقع ناشيونال فوتبول تيمز (الإنجليزية)